# Адельман, Ирма
Ирма Адельман (урождённая Гликман, англ. Irma Glickman Adelman; 14 марта 1930, Черновцы — 5 февраля 2017, Париж) — американский экономист. Доктор философии (1955), профессор Калифорнийского университета в Беркли. Входит в список «ста великих экономистов после Кейнса» по версии Марка Блауга.

## Биография
В 1939 году с родителями Яковом Максом Гликманом и Раей Этингон уехала в подмандатную Палестину, где окончила среднюю школу. В 1949 году переехала в США. Получила образование в Калифорнийском университете в Беркли: бакалавр (1950), магистр (1951), доктор философии (1955).
С 1955 года преподавала в университете в Беркли, с 1962 года работала в Стенфордском университете, затем в университете Джонса Хопкинса, и наконец, — с 1966 года в Северо-западном университете, где стала профессором.
В 1977 году она проработала один год во Всемирном банке в Вашингтоне в должности главного экономиста Центра исследований экономики развивающихся стран. В 1978 году являлась профессором экономики в университете Мэриленда. В 1977—1978 годах была научным сотрудником в Голландском институте гуманитарных и общественных наук.
В 1979 году вернулась на работу в университет Беркли и стала там профессором экономики сельскохозяйственных ресурсов.
В 1979 году была избрана вице-президентом Американской экономической ассоциации.
Отмечена Berkeley Citation (1996).

## Научные достижения
Внесла значительный вклад в создание вычисляемых моделей общего равновесия, используемых в экономическом планировании. В сотрудничестве с Синтией Моррис апробировала использование новой техники многомерного анализа в исследовании взаимодействий между экономическими, социальными и политическими силами в процессе экономического развития.
Также предприняла попытку количественной оценки зависимости между экономическим ростом и неравенством в распределении доходов в некоторых странах.
В первой книге «Теории экономического роста и развития» (англ. «Theories of Economic Growth and Development», Стэнфордский университет, 1961 год; 2-е изд., 1974 год) она попыталась выразить идеи некоторых крупнейших экономистов прошлого (Адама Смита, Давида Рикардо, Карла Маркса и Йозефа Шумпетера) посредством единой всеобъемлющей математической модели экономического роста.
Во второй книге «Теория и разработка экономического развития» (англ. «The Theory and Design of Economic Development», Университет Джонса Хопкинса, 1966 год) она сделала попытку построить вычисляемую модель планирования для стран третьего мира, в данном случае для Кореи.
Признание к ученому пришло после издания третьей книги «Общество, политика и экономическое развитие: количественный подход» (англ. «Society, Politics, and Economic Development: A Quantitative Approach», Университет Джонса Хопкинса, 1967 год), написанной в соавторстве с Синтией Моррис.
В этой книге было заявлено о новом междисциплинарном подходе к квантитативному анализу каузальных факторов процесса развития. В ней анализировались статистические взаимосвязи между различными индикаторами экономического развития и разнообразными экономическими, социальными и политическими факторами, определяющими экономическое развитие, с использованием данных по сорока трем развивающимся странам.
В 1994 году в числе ряда известных экономистов подписала «Заявление о намерениях Группы экономических преобразований» с предложениями к российскому правительству, касающимися экономической политики. В этом документе была подвергнута критике политика «шоковой терапии» и содержался призыв к правительству играть более активную роль в экономике. 
В 2000 году подписала, в числе ведущих участников Группы экономических преобразований, обращение к российским властям "Новая повестка дня для экономических реформ в России".

## Список произведений
- «Dynamic Properties of the Klein-Goldberger Model», with F.L. Adelman, 1959, Economica
- Theories of Economic Growth and Development, 1961.
- «An Econometric Analysis of Population Growth», 1963, AER.
- «Foreign Aid and Economic Development: The case of Greece», with H. B. Chenery, 1966, REStat.
- The Theory and Design of Economic Development, 1966.
- Society, Politics and Economic Development: a quantitative approach, with C. T. Morris[англ.], 1967.
- Economic Growth and Social Equity in Developing Countries, with C. T. Morris, 1973.
- «Strategies for Equitable Growth», 1974, Challenge
- «Development Economics: a reassessment of goals», 1975, AER.
- «Growth, Income Distribution and Equity-Oriented Development Strategies», 1975, World Development
- «Policies for Equitable Growth», with C. T. Morris, and S. Robinson, 1976, World Development
- Income Distribution Policy in Developing Countries: A case- study of Korea, with S. Robinson, 1977.
- «Growth and Impoverishment in the Middle of the 19th Century», with C. T. Morris, 1978, World Development
- Redistribution Before Growth: A strategy for developing countries. 1978.
- «Beyond Export-Led Growth», 1984, World Development
- «A Poverty-Focused Approach to Development Policy», 1986, in Lewis, editor, Development Strategies Reconsidered
- «Confessions of an Incurable Romantic», 1988, BNLQR.
- Comparative Patterns of Economic Development, 1850—1914, 1988
- «Нищета и Террор»